# Мако Табуни
Мако Табуни (убит 14 июня 2012 года) — активист за независимость Западного Папуа, заместитель председателя Национального комитета по Западному Папуа. Его убийство в 2012 году вызвало широкий общественный резонанс.

## Биография

### Убийство
14 июня 2012 года Мако Табуни был убит, когда он шел возле своего дома в Ваэне, без какого-либо дополнительного предупреждения со стороны индонезийской полиции в штатском, тем самым вызвав массовые и жестокие протесты и беспорядки.  Активисты заявили, о том что убийство Табуни было умышленным, что является нарушением закона. Представитель полиции сказал, что его застрелили, потому что он сопротивлялся аресту, Тем не менее, это было опровергнуто очевидцами. Они также утверждали, что Мако был еще жив, когда его отправили в полицейский госпиталь в Джаяпуре и что он умер во время содержания под стражей в полиции.